# 311 aC
El 311 aC va ser un any del calendari romà. prejulià. A la República i a l'Imperi Romà es coneixia com l'Any del consolat de Bubulc i Bàrbula (o també any 443 ab urbe condita o de la Fundació de Roma). La denominació «311 aC» per a aquest any s'ha emprat des de l'edat mitjana, quan el calendari Anno Domini va ser el mètode prevalent a Europa per a anomenar els anys.

## Esdeveniments

### Antiga Grècia. Els Diàdocs
- S'estableix un acord de pau entre els diàdocs on es reconeix que les ciutats gregues són lliures. Europa queda en possessió de Cassandre, Tràcia de Lisímac i Egipte de Ptolemeu I. Antígon Monoftalm conserva el govern d'Àsia. Seleuc no es menciona en aquest tractat.[2]
- Alexandre IV de Macedònia que era a la presó, és proclamat rei de Macedònia. Els seus partidaris en van demanar l'alliberament, però Cassandre, que no el vol alliberar, el va fer matar secretament a la presó juntament amb Roxana l'any següent (310 aC).[3]
- Epicur comença a ensenyar a Mitilene.[4]

### Sicília
- El general cartaginès Amílcar travessa el Mediterrani amb el seu exèrcit i venç Agàtocles, tirà de Siracusa, en la batalla del riu Himera (riu Salso).[5]

### Antiga Roma
- Aquest any són elegits cònsols Gai Juni Bubulc Brut i Quint Emili Bàrbula.[6]
- Bubulc Brut marxa cap al Sàmnium. Clúvia, on els romans hi tenien una guarnició i havia rebutjat els atacs samnites, s'ha de rendir. Els soldats romans són fets presoners, fuetejats i executats. L'endemà Bubulc Brut es presenta a Clúvia i l'assalta, i mata a tots els mascles samnites. Va cap a Boviànum, capital dels pentris, i autoritza a l'exèrcit el saqueig. Saquegen la ciutat i aconsegueixen un botí extraordinari, però els habitants van salvar la vida. Bubulc Brut persegueix els fugitius que l'ataquen per sorpresa, però els romans es refan, i derroten els samnites al que causen unes vint mil baixes. A conseqüència d'aquesta victòria, va obtenir l'honor d'un triomf.[7][8]
- Bàrbula té l'encàrrec de marxar contra Etrúria, i totes les ciutats, excepte Arretium, es van aixecar contra Roma. A Sutrium, aliada amb roma, Bàrbula fa retrocedir l'exèrcit etrusc. Els etruscs es retiren al capvespre i sembla que les seves baixes devien ser importants. Titus Livi diu que la batalla va concloure indecisa, i els Fasti la consideren una victòria romana.[9][10]
- Marc Deci, tribú de la plebs, fa aprovar per plebiscit la llei Decia de duumviris navalibus i es crea la figura dels duumviri navales encarregats d'equipar la flota romana.[11]